# 吉爾福德 (英國國會選區)
吉爾福德（英語：Guildford），英國國會一郡選區，位於英格蘭東南部薩里郡西南部，包括吉爾福德區南部和韋弗里區東部。
本區始創於1295年，自1868年減少至一席以一來以來一直支持保守黨，自由黨—自民黨只勝出了三次。1885年自自治市選區改為郡選區。在2010年大選中，該黨的安·彌爾頓以53.3%選票勝出該區連任成功。